# Plan om koningin Juliana te gijzelen

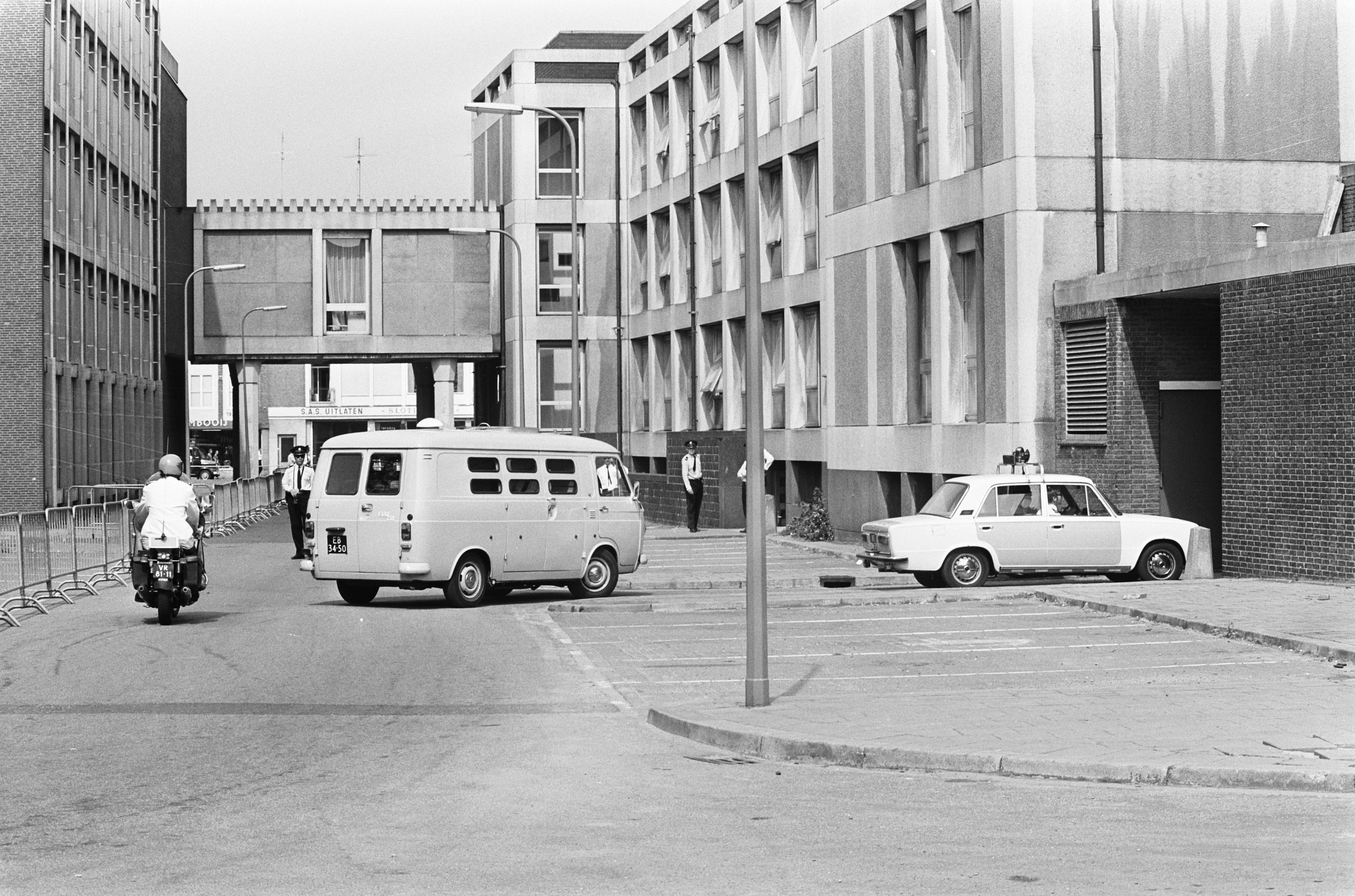
Verdachten komen aan bij de rechtbank in Arnhem

In het voorjaar van 1975 beraamden Zuid-Molukkers een gijzeling van koningin Juliana.
Op 3 maart van dat jaar werden twee Zuid-Molukse jongeren door de politie naar aanleiding van een tip aangehouden in de buurt van Lunteren terwijl ze in een auto met wapens en munitie reden. Ze waren van plan om met een gehuurde vrachtauto de poort van Paleis Soestdijk te rammen en daarna met 37 andere Zuid-Molukkers koningin Juliana te gijzelen. Zij was op dat moment overigens op vakantie in Italië. Het doel was de Nederlandse regering te dwingen de Republiek der Zuid-Molukken te erkennen en meer druk uit te oefenen op de Indonesische regering om dat ook te doen. Na de arrestatie ging het plan niet meer door en konden de anderen door de politie worden getraceerd.
Zeventien Zuid-Molukse jongeren stonden terecht bij de rechtbank in Arnhem, die hen op 8 juli 1975 veroordeelde tot gevangenisstraffen die opliepen tot 5 jaar.
De tip zou afkomstig zijn geweest van de van drugshandel verdachte Etienne Urka.